# 2005年飓风辛迪
飓风辛迪（英語：Hurricane Cindy）2005年7月在墨西哥湾短暂达到飓风最低标准强度并登陆路易斯安那州的热带气旋，也是该季第3场获得命名的风暴和首场飓风。气象机构起初以为辛迪的最高强度也只达到热带风暴标准，但在风暴过后进行重新分析时将之升级成一级飓风。